# Municipio de Acuitzio
El municipio de Acuitzio es uno de los 113 municipios que integran el estado de Michoacán. Se encuentra localizado en el centro del estado y aproximadamente a 35 kilómetros de la ciudad de Morelia. Cuenta con una extensión territorial de 176.84 km² y según el XIV Censo de Población y Vivienda de 2020, el municipio tenía 11 301 habitantes.

## Toponimia
El nombre Acuitzio deriva del vocablo purépecha akúitsi ‘culebra’/‘serpiente’, y del sufijo toponímico -o ‘lugar de’, es decir, se interpreta como ‘lugar de culebras/serpientes’.

## Historia
En la época prehispánica, esta región fue habitada por tribus de idioma náhuatl, las cuales fundaron un centro ceremonial, de nombre Coatepec. A causa de la conquista, esta región quedó sometida a la jurisdicción de Tiripetío, la cual fue otorgada por Hernán Cortés a Juan Alvarado. La evangelización fue llevada a cabo por los frailes agustinos. Para 1632, 20 familias vivían en la localidad y para 1822 ya había 2085 habitantes.
El 26 de abril de 1856 fue elevado a municipio por el gobernador Miguel Silva Macías.
El 5 de diciembre de 1865 hubo un intercambio de prisioneros de guerra en el municipio. Durante la intervención francesa se canjearon 296 prisioneros belgas por 156 combatientes mexicanos en poder de las fuerzas francesas.
El 16 de diciembre de 1901, por resolución del Congreso del Estado, la cabecera municipal adquirió el nombre de Acuitzio del Canje a partir de este mismo suceso.

## Geografía

### Ubicación
Acuitzio se localiza al centro del estado entre las coordenadas 19º30' latitud norte y 101º20' longitud oeste; a una altitud de 2080 metros sobre el nivel del mar.
El municipio limita al noreste con el municipio de Morelia; al oeste con el municipio de Pátzcuaro; al sureste con el municipio de Madero, y al suroeste con el municipio de Tacámbaro.
Forma parte de la región socioeconómica 3. Cuitzeo del estado de Michoacán.

### Orografía e hidrografía
Su superficie presenta zonas accidentadas en su mayoría; sus elevaciones principales son la Sierra de Acuitzio, el Cerro Viejo, El Melón y La Huizata, los cuales forman parte del Eje Neovolcánico.
El municipio pertenece a la región hidrológica Balsas. Sus recursos hidrológicos son proporcionados por el río La Palmita; además de sus manantiales La Alameda, Ojo de Agua Chiquito y Ojo de Agua Grande.

### Clima
El clima es templado con lluvias en verano, sin cambio térmico invernal bien definido. La temperatura media anual es de 24 °C, con máxima de 34.2 °C y mínima de 1 °C. El régimen de lluvias se registra entre los meses de abril y octubre, contando con una precipitación media de los 1137.4 milímetros.

## Demografía
Según el Censo de Población y Vivienda de 2020 realizado por el Instituto Nacional de Estadística y Geografía, la población del municipio es de 11 301 habitantes, de los cuales 5 493 (48.6 %) son hombres y 5 807 (51.4 %) son mujeres. Por lo tanto presenta un incremento promedio de 0.29 % anual en el período 2010-2020 sobre la base de los 10 987 habitantes registrados en el censo anterior.
El municipio de Acuitzio ocupa una superficie de 176.8 km², lo que determina al año 2020 una densidad de 64.09 hab/km².
| Gráfica de evolución demográfica de Municipio de Acuitzio entre 2000 y 2020 |
|                                                                             |
| Fuente: Instituto Nacional de Estadística Geografía e Informática           |

En el año 2010 estaba clasificado como un municipio de grado medio de vulnerabilidad social, con el 23.08 % de su población en estado de pobreza extrema.
La población de Acuitzio está mayoritariamente alfabetizada (10.83 % de personas analfabetas al año 2020) con un grado de escolarización en torno de los 6.5 años. Solo el 0.59 % de la población se reconoce como indígena, y el 0.23 % habla al menos una lengua indígena.

### Localidades
En el censo de 2020 el municipio de Acuitzio contaba con 40 localidades.
| Código INEGI      | Localidad          | Población (2020) |
| ----------------- | ------------------ | ---------------- |
| 160010001         | Acuitzio del Canje | 7 439            |
| Otras localidades | Otras localidades  | 3 862            |
| Total municipal   | Total municipal    | 11 301           |

## Cultura

### Sitios de interés
- Capilla del Sr. de la Expiración Páramo.
- Parroquia de San Nicolás Tolentino.
- Capilla del Sagrado Corazón.
- Capilla de San Isidro.
- Capilla de la Virgen de Guadalupe.
- Busto de Vicente Riva Palacio en la plaza principal.

### Fiestas
Fiestas civiles
- Aniversario del Canje de Prisioneros: El 5 de diciembre (Desfile anual).

Fiestas religiosas
- Día de la Santa Cruz: 3 de mayo (peregrinación hacia el Cerro de la Santa Cruz).
- Fiesta en honor a la Virgen del Carmen: 16 de julio.
- Fiesta en honor a San Nicolás Tolentino: del 1 al 10 de septiembre (Peregrinación y mandas se ofrecen en la parroquia).
- Fiesta en honor al Niño Salvador: 24, 25 y 26 de diciembre (mandas, danza tradicional acompañada de música los 3 días enteros).

## Gobierno
Su forma de gobierno es democrática y depende del gobierno estatal y federal; se realizan elecciones cada 3 años, en donde se elige al presidente municipal y su gabinete. En Acuitzio hay 32 Encargados del Orden, que actúan como auxiliares a la administración central, en las distintas localidades del municipio.

### Personajes ilustres
El municipio honra a varios personajes ilustres:
- Canónigo Villaseñor, benefactor.
- Ismael Herrera Chávez, revolucionario.
- Enrique González Vázquez, benefactor.
- Elías Pérez Ávalos.
- Saturnino Huerta, profesor.